# Arab kulturális főváros
Az Arab kulturális főváros (arab: پایتخت فرهنگ عربی, angol: Arab Capital of Culture) címet az Arab Liga kezdeményezésére hozta létre az UNESCO az Arab Kulturális Városok programja keretében, hogy támogassa és ünnepelje az arab kultúrát valamint előmozdítsa az arab régióban az együttműködést. Az  Egyesült Nemzetek Nevelésügyi, Tudományos és Kulturális Szervezete 1996. óta évente ítéli oda az elismerő címet a térségben kiemelkedő kulturális városoknak.

## Arab kulturális fővárosok
| Év   | Város       | Részt vevő tagállam     |
| ---- | ----------- | ----------------------- |
| 1996 | Kairó       | Egyiptom                |
| 1997 | Tunisz      | Tunézia                 |
| 1998 | Sardzsa     | Egyesült Arab Emírségek |
| 1999 | Bejrút      | Libanon                 |
| 2000 | Rijád       | Szaúd-Arábia            |
| 2001 | Kuvaitváros | Kuvait                  |
| 2002 | Ammán       | Jordánia                |
| 2003 | Rabat       | Marokkó                 |
| 2004 | Szanaa      | Jemen                   |
| 2005 | Kartúm      | Szudán                  |
| 2006 | Maszkat     | Omán                    |
| 2007 | Algír       | Algéria                 |
| 2008 | Damaszkusz  | Szíria                  |
| 2009 | Jeruzsálem  | Palesztina              |
| 2010 | Doha        | Katar                   |
| 2011 | Szurt       | Líbia                   |
| 2012 | Manáma      | Bahrein                 |
| 2013 | Bagdad      | Irak                    |
| 2014 | Tripoli     | Líbia                   |
| 2015 | Konstantin  | Algéria                 |
| 2016 | Szfaksz     | Tunézia                 |
| 2017 | Luxor       | Egyiptom                |
| 2018 | Oujda       | Marokkó                 |
| 2019 | Port Sudan  | Szudán                  |
| 2020 | Bethlehem   | Palesztina              |
| 2021 | Irbid       | Jordánia                |
| 2022 | Kuvaitváros | Kuvait                  |
| 2023 | Tripoli     | Libanon                 |

Megjegyzés: A Jeruzsálemnek adott díjat "Palesztinának" ítélték, azonban Izrael irányítja az egész várost - beleértve az 1967-es Hatnapos háborúban elfoglalt Kelet-Jeruzsálemet is.

## Külső hivatkozások
- Algír Arab kulturális főváros 2007 - hivatalos weboldal
- Damaszkusz Arab kulturális főváros 2008 - hivatalos weboldal
- Al-Quds Arab kulturális főváros 2009 - hivatalos weboldal
- Kelet-Jeruzsálem: "Arab kulturális főváros 2009"
- Manama Arab kulturális főváros 2012 - hivatalos weboldal